# شهرک شهید چمران (گتوند)
شهرک شهیدچمران، روستایی از توابع بخش مرکزی شهرستان گتوند در استان خوزستان ایران است.
شهیدان نوری اهل این روستا هستند

## جمعیت
این روستا در دهستان جنت مکان قرار دارد و براساس سرشماری مرکز آمار ایران در سال ۱۳۸۵، جمعیت آن ۷٬۳۴۷ نفر (۱٬۴۰۱خانوار) بوده‌است.